# Eleoscytalopus psychopompus
Eleoscytalopus psychopompus là một loài chim trong họ Rhinocryptidae.